# أكي دي لوبو
أكي دي لوبو (بالإيطالية: Occhi di Lupo، وتعني حرفياً: عيون الذئب) هي أنواع  من المعكرونة الأنبوبية كبيرة الحجم. تقدم مع حشوة تشمل مكوناتها عادة زيت الزيتون وجبنة الريكوتا وجبنة بيكورينو المبشورة وبعض الأعشاب العطرية مثل البقدونس والريحان.